# Новосуккулово
Новосукку́лово (рос. Новосуккулово, башк. Яңы Һыуыҡҡул) — присілок у складі Туймазинського району Башкортостану, Росія. Входить до складу Ніколаєвської сільської ради.
Населення — 18 осіб (2010; 13 у 2002).
Національний склад:
- татари — 77 %